# 2-я армия (Королевство Сербия)
2-я армия Королевства Сербия (серб. Друга српска армија) — одна из армий Вооруженных сил Королевства Сербии, созданная в 1912 году. Она принимала участие в Первой и Второй Балканских войнах, а затем в Первой мировой войне, после которой была расформирована. За все время существования армии ею командовал выдающийся сербский военачальник Степа Степанович, который прославился благодаря Лесковацкому манёвру в боевых действиях против 1-й болгарской армии.

## История
Вторая армия была создана в 1912 году перед началом Первой Балканской войны. В ее состав входили Тимокская дивизия 1-й категории призыва, армейская артиллерия, а также 7-я Рильская дивизия, приданная армии из состава Вооружённых сил Болгарии. Командовал армией генерал Степа Степанович.

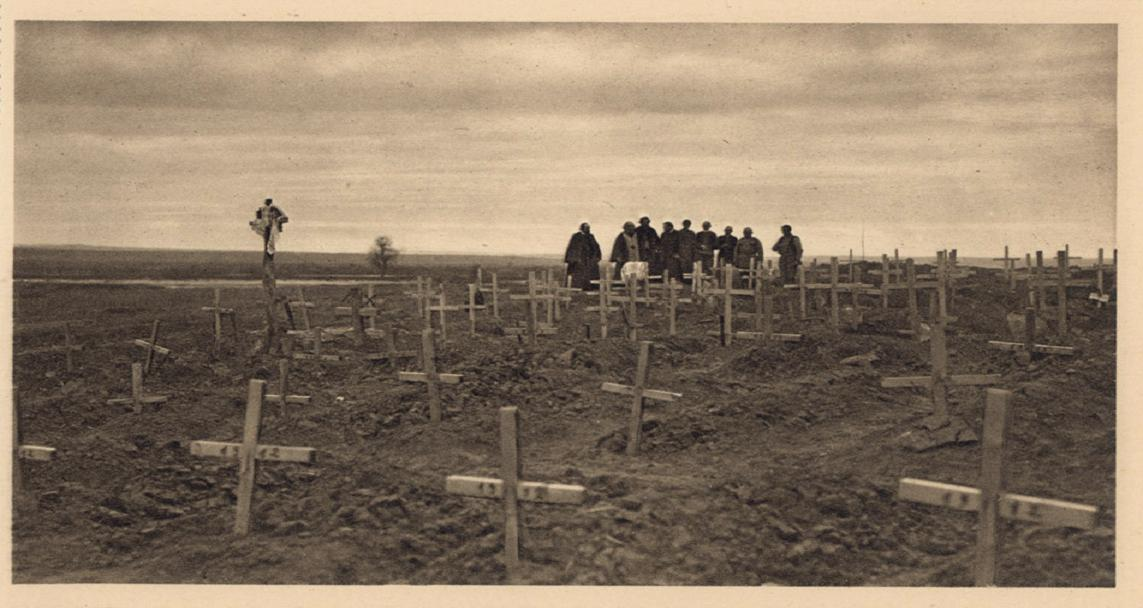
Могилы солдат Второй армии, погибших в боях за Адрианополь

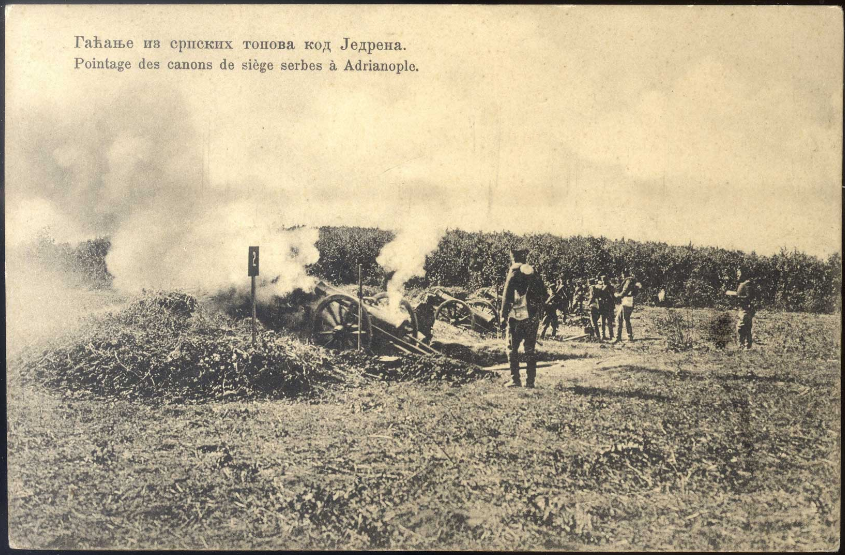
Артиллерия Второй армии ведет обстрел Адрианополя

После начала Первой Балканской войны в октябре 1912 года Вторая армия вторглась в пределы Османской империи в районах современной Северной Македонии и Юго-Западной Болгарии, двигаясь в направлении Кюстендила. Ей противостояли отдельные части Западной армии турок, основная часть которой 23-24 октября вела битву за Куманово, сражаясь с Первой армией сербов. Фланговые действия Второй армии оказали значительную поддержку дивизиям Первой армии, в результате чего разбитые силы Западной армии турок начали отступление, затем переросшее в паническое бегство. После этого Вторая армия с боями прошла через Македонию и в районе Адрианополя присоединились к болгарским войскам, осаждавшим город. 13 марта 1913 года силы союзников начали штурм, в тот же день город пал. В плен попали 14 турецких генералов, несколько сотен офицеров и почти 60 000 солдат. 
В ходе Второй Балканской войны, начавшейся в конце июня 1913 года, силы Второй армии сдерживали болгарские части, атакующие в направлении Ниша и Пирота, а затем перешли в контрнаступление. Оборонительные бои в Македонии создали условия для Брегальницкой битвы, поражение в которой подорвало военную мощь Болгарии, лишившейся значительной части своей армии.
В 1914 году состав армии изменился. В неё входили штаб, а также четыре дивизии 1-й категории призыва: Моравская, Шумадийская, Дунайская и Комбинированная. Штаб армии располагался в Аранджеловаце, а ее личный состав — в районах Гроцки, Белграда, Обреноваца, Лазареваца и Аранджеловаца.

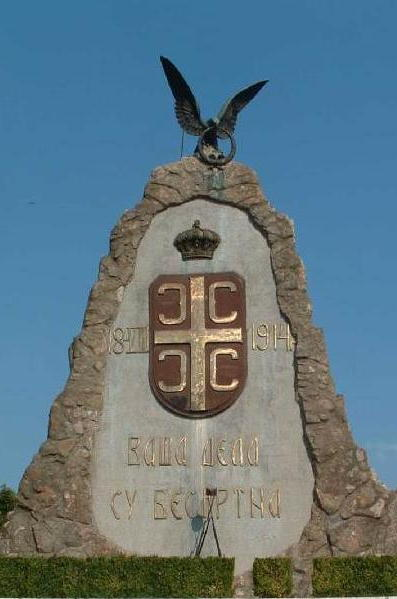
Памятник сербским солдатам, павшим в Церской битве

С началом боевых действий в первой половине августа 1914 года австро-венгерские войска заняли ряд городов в Западной Сербии, в том числе Лозницу и Шабац. Командующий второй армии генерал Степаноич сформировал ударную группу из Моравской и Комбинированной дивизий, которая должна была отбросить противника за Дрину. В последовавшем контрнаступлении, известном как Церская битва, силы Второй армии разбили численно превосходящие австро-венгерские подразделения, которые были выбиты с территории Сербии. За эту операцию Степанович получил чин воеводы. 
Вплоть до осени 1915 года ни сербская, ни австро-венгерская армии не предпринимали крупных операций против друг друга, ослабленные боями в 1914 году. 5 октября 1915 года началось совместное наступление сил Германии и Австро-Венгрии, к которому в ночь на 14 октября присоединилась Болгария. Неся тяжелые потери, сербская армия постепенно отступала в направлении Албании и Черногории. Эти события в историографии получили наименование «Албанской голгофы». После эвакуации на Корфу уцелевшие сербские части были реорганизованы весной 1916 года. К тому моменту во Второй армии насчитывалось всего 15 092 солдата и офицера.
После реформирования в её состав вошли Шумадийская и Тимокская дивизии, а также тяжелый артиллерийский полк. Затем армия отправилась на Салоникский фронт, где воевала совместно с французскими и русскими частями. 28 марта 1917 года сербское командование расформировало Третью армию, что вызвало организационные изменения и в двух других армиях. В состав Второй армии вошла Вардарская дивизия. Спустя некоторое время она была переименована в Югославскую дивизию, так как основным источником ее пополнения были перебежчики из армии Австро-Венгрии и военнопленные, которые в русском плену согласились воевать на стороне Антанты.
Вторая армия принимала участие в прорыве Салоникского фронта, после чего вышла на довоенную границу с Болгарией. Когда Болгария капитулировала, силы армии двинулись в направлении Косова и Метохии, откуда одна часть двинулась через Албанию вдоль побережья Адриатики, а другая — через Южную Сербию в сторону реки Дрины. 1 ноября Сербия была освобождена от неприятельских войск. 17 ноября Вторая армия заняла Сараево.
После Первой мировой войны Вторая армия была расформирована.

## Командование
| Имя              | Годы жизни                     | Звание во время командования | Период командования | Фото |
| ---------------- | ------------------------------ | ---------------------------- | ------------------- | ---- |
| Степа Степанович | 12 марта 1856 — 29 апреля 1929 | Командующий армией           | 1912—1918           |      |